# Ordonnance du Commerce

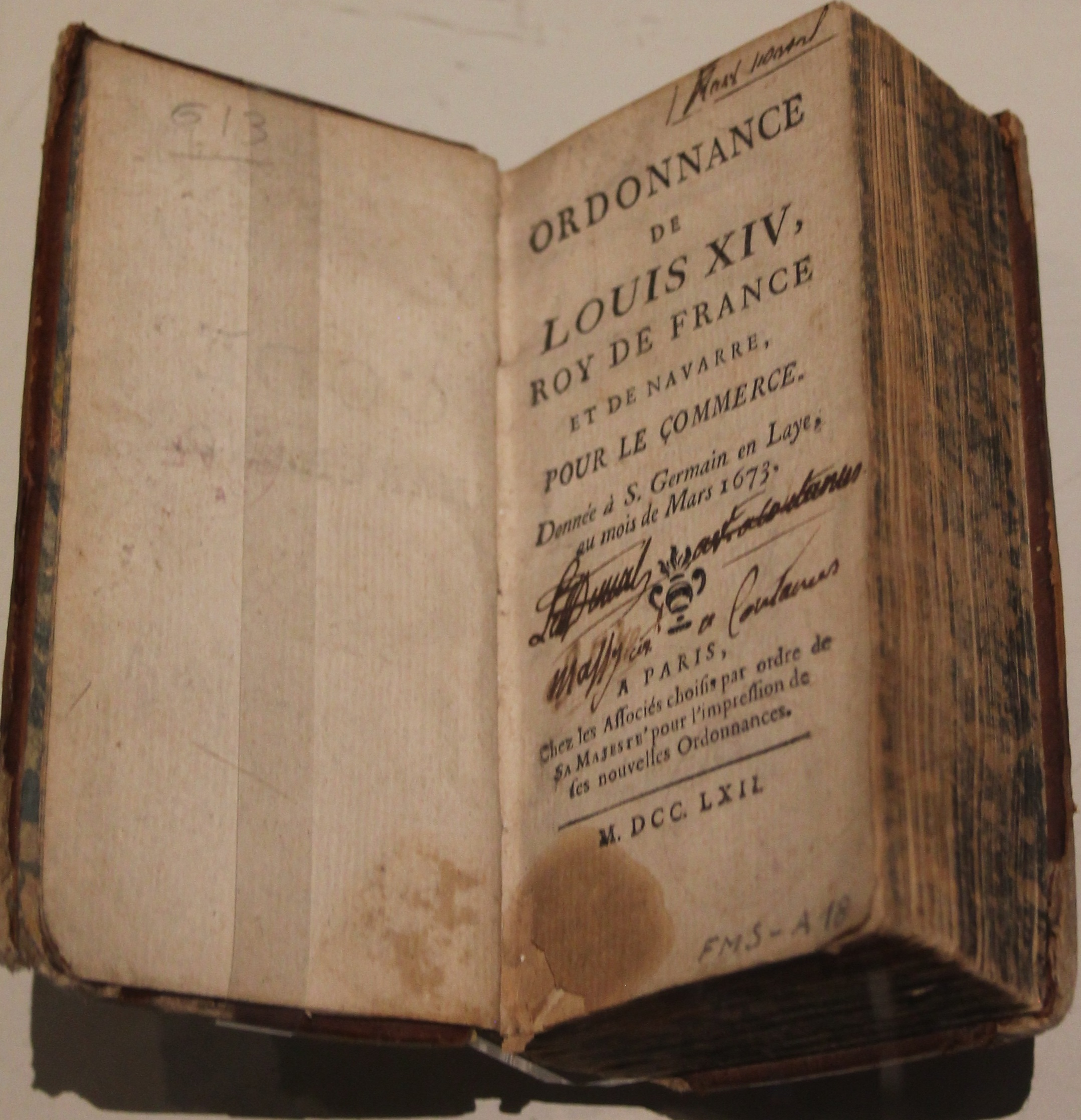
Testo dellordonnance del 1673

L'Ordonnance du Commerce fu un atto legislativo (ordonnance) che trattava il diritto commerciale promulgato nel 1673 nel Regno di Francia durante il regno di re Luigi XIV. Alla sua realizzazione contribuirono, tra gli altri, il giurista Jean-Baptiste Colbert e il mercante Jacques Savary. Otto anni più tardi venne completata dalla Ordonnance de la Marine che trattava più in particolare di diritto marittimo. Grazie ad esse la Francia si dotò di una «solida impalcatura» giuridica a sostegno dei suoi traffici commerciali disciplinando «minuziosamente l'attività dei mercanti e i suoi rapporti con i privati». Erodendo, sebbene parzialmente, la giurisdizione ai mercanti, segnò il passaggio per il diritto commerciale dall'età medievale all'età moderna in quanto, esso, «divenne, come mai era stato in queste dimensioni, da diritto corporativo, diritto statale».
È considerato il primo codice di commercio degli Stati moderni.